# Al Mabarra Club
El Al-Mabarrah es un equipo de fútbol de Líbano que juega en la Segunda División del Líbano, la segunda liga de fútbol más importante del país.

## Historia
Fue fundado en el año 1980 en la capital Beirut y jugó torneos amistosos hasta 1987, cuando se unió a la Federación de Fútbol del Líbano y cuenta con gran apoyo por parte de instituciones y organizaciones benéficas que constituyen el núcleo del club. Ha sido campeón de Copa en 1 ocasión y nunca ha sido campeón de Liga.
A nivel internacional ha participado en 1 torneo continental, en la Copa de la AFC del año 2009, donde fue eliminado en la fase de grupos por el Al-Oruba Sur de Omán, el Arbil FC de Irak y el Al-Arabi de Kuwait.

## Palmarés
- Copa del Líbano: 1

2008
- Cuarta División del Líbano: 1

1987
- Tercera División del Líbano: 1

1988
- Segunda División del Líbano: 2

1989, 2013

## Participación en competiciones de la AFC
- Copa de la AFC: 1 aparición

2009 - Fase de grupos
- Liga de Campeones Árabe: 1 aparición

2008 - Fase de grupos

## Cuerpo técnico
- Entrenador:  Fouad Saad
- Asistente del Entrenador:  Hussein Hammoud
- Entrenador de Porteros:  Hamed Kazim

## Jugadores

### Jugadores destacados
| - Hussein Akil - Randolph Jerome - Ahmad Abboud - Ali Ahmad - Issam Ayoub - Ali El Atat - Ali Fardous - Hussien Hammoud - Khalil Hamoudi - Ali Hmede - Moussa Hojeij | - Mohammad Kassas - Abbas Kateesh - Issa Ramadan - Rami Asaad - Madiou Konate - Errol McFarlane - David Nakhid - Peter Prospar - Esteban Dutra - Amigo Jack |